# David Deutsch (Physiker)

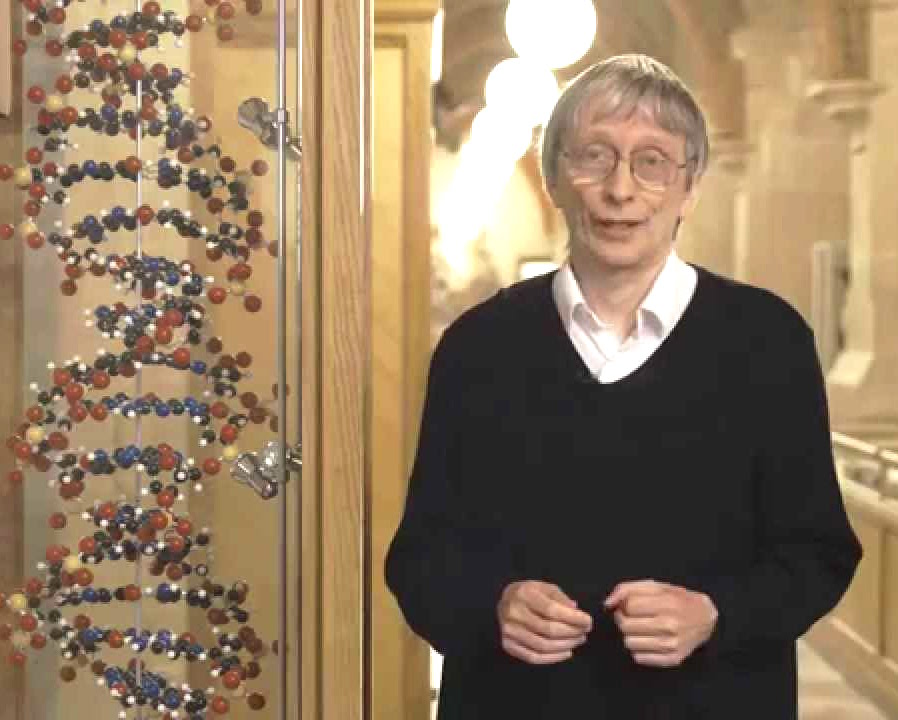
David Deutsch mit DNA-Modell (2015)

David Deutsch (* 18. Mai 1953 in Haifa) ist ein israelisch-britischer Physiker auf dem Gebiet der Quanteninformationstheorie.

## Leben
Deutsch studierte Mathematik und Physik in Cambridge, Oxford und Austin und ist seit 2009 Inhaber eines Lehrstuhls an der Universität Oxford. Er erhielt den Dirac-Preis 1998 für seine Arbeiten zum Quantencomputer u. a. darüber, wie diese Maschinen durch Quantengatter realisiert werden könnten. Für 2017 wurde ihm die Dirac-Medaille des ICTP zuerkannt, für 2021 die Isaac-Newton-Medaille des IOP und für 2023 der Breakthrough Prize in Fundamental Physics.

## Werk
Deutsch ist einer der bekanntesten Vertreter der sogenannten Viele-Welten-Interpretation der Quantenmechanik. Aus dem Doppelspaltexperiment der Quantenmechanik zieht Deutsch in seinem Buch The Fabric of Reality auf dieser Grundlage den Schluss, dass parallele Universen sehr konkret das Universum beeinflussen, z. B. die Intensitätsverteilung der Photonen im Doppelspaltexperiment, wo einzelne Teilchen ohne sichtbare Wechselwirkungspartner ein Interferenzmuster erzeugen. Die unsichtbaren Partner seien Teilchen anderer Universen, auch wenn diese Paralleluniversen ansonsten nur äußerst schwer zugänglich seien.
Seine Analyse von Zeitreisen und damit verbundenen logischen Problemen kommt zu dem Vorschlag, dass dabei zwangsläufig nicht nur in der Zeit, sondern auch in ein „Paralleluniversum“ gereist werden müsste; der Zeitreisende, welcher in die Zeitmaschine steigt, und jener, welcher aus dieser aussteigt, wären dabei nicht identisch. Des Weiteren wertet er auch die Quantencomputern zugeschriebene Fähigkeit, bestimmte NP-Probleme wie bspw. das Faktorisierungsproblem in Polynomialzeit zu lösen, als starken Hinweis für die Existenz von Paralleluniversen, welche die nötige Rechenleistung durch die Interferenz mit unserem Universum zur Verfügung stellen.
In seinem Buch Die Physik der Welterkenntnis stellt er eine Hypothese über eine physikalische Definition von Leben auf.
Nach ihm ist der Deutsch-Jozsa-Algorithmus benannt.
David Deutsch entwickelte 1985 ein formales Modell für einen Rechner, der in der Lage sein soll, beliebige physikalische Systeme effizient zu simulieren. Sein Modell ist das quantenmechanische Analogon zur klassischen Turing-Maschine, die Quanten-Turing-Maschine (QTM). Da das Modell formal etwas unhandlich ist, werden ersatzweise häufig sogenannte Quantenschaltkreise verwendet. Geeignete Varianten von Quantenschaltkreisen können effizient durch Quanten-Turing-Maschinen simuliert werden und umgekehrt.